# Yoav Ziv
Yoav David Ziv (Hebreeuws: יואב זיו) (Hadera, 16 maart 1981) is een Israëlisch voetballer onder contract bij Lokeren. Hij is een verdediger en tekende in januari 2009 een tweejarig contract bij deze club.
Op negenjarige leeftijd sloot hij zich aan bij Maccabi Haifa. Tijdens het seizoen 2002-2003 speelde hij bij Hapoel Haifa. Daarna kwam hij uit voor Hapoel Nazareth (2003-205) en Beitar Jeruzalem (2005-jan. 2009). Tijdens de winterstop in 2009 kocht Lokeren hem. Hij speelde anderhalfjaar voor Lokeren en tekende in 2010 een contract van drie seizoenen bij Maccabi Tel Aviv.

## Carrière
| seizoen   | club                | land   | klasse             | wedstr | goals |
| --------- | ------------------- | ------ | ------------------ | ------ | ----- |
| 2000/2001 | Maccabi Haifa       | Israël | Ligat Ha'Al        | 0      | 0     |
| 2001/2002 | Maccabi Haifa       | Israël | Ligat Ha'Al        | 0      | 0     |
| 2001/2002 | Hapoel Haifa        | Israël | Ligat Ha'Al        | 16     | 2     |
| 2004/2005 | Hapoel Nazrat       | Israël | Ligat Ha'Al        | 32     | 9     |
| 2005/2006 | Beitar Jeruzalem    | Israël | Ligat Ha'Al        | 29     | 2     |
| 2006/2007 | Beitar Jeruzalem    | Israël | Ligat Ha'Al        | 27     | 0     |
| 2007/2008 | Beitar Jeruzalem    | Israël | Ligat Ha'Al        | 31     | 1     |
| 2008/2009 | Sporting Lokeren    | België | Jupiler Pro League | 13     | 2     |
| 2009/10   | Sporting Lokeren    | België | Jupiler Pro League | 21     | 1     |
| 2009/10   | Sporting Lokeren    | België | Play-Off II A      | 5      | 0     |
| 2010/2011 | Maccabi Tel Aviv FC | Israël | Ligat Ha'Al        | 3      | 0     |
|           |                     |        | Totaal             | 177    | 17    |

laatst bijgewerkt:25/05/2010

## Prestaties
- Ligat Ha'Al (2x)

2006-07, 2007-08
- Beker van Israël (1x)

2007-08